# Gnopharmia subrubraria
Gnopharmia subrubraria là một loài bướm đêm trong họ Geometridae.